# Standard Bank Cup 2005/06
Der Standard Bank Cup 2005/06 war die 25. Austragung der nationalen List-A-Cricket-Meisterschaft in Südafrika. Der Wettbewerb wurde zwischen dem 25. November 2005 und 13. Januar 2006 zwischen den sechs südafrikanischen First-Class-Franchises über jeweils 45 Over ausgetragen. Im Finale konnten sich die Eagles mit 2 Wickets gegen die Titans durchsetzen.

## Format
Die sieben Mannschaften spielten in einer Gruppe jeweils zweimal gegen jedes andere Team. Für einen Sieg gibt es vier Punkte, für ein Unentschieden oder No Result zwei und für eine Niederlage keinen Punkt. Ein Bonuspunkt wird vergeben, wenn bei einem Sinn die eigene Runzahl die des Gegners um das 1,25-Fache übersteigt. Des Weiteren ist es möglich, dass Mannschaften Punkte abgezogen bekommen, wenn sie beispielsweise zu langsam spielen. Die ersten vier der Gruppe bestreiten das Halbfinale dessen Sieger im Finale den Gewinner des Wettbewerbes ermitteln.

## Resultate

### Gruppenphase
Tabelle
Am Ende der Saison nahm die Tabelle die folgende Gestalt an. Der Punktabzug erfolgte auf Grund von zu langsamer Spielweise.
| Teams          | Sp. | S | N | U | R | NR | A | BP | CP | Ded | Punkte | NRR    |
| -------------- | --- | - | - | - | - | -- | - | -- | -- | --- | ------ | ------ |
| Titans         | 10  | 7 | 2 | 0 | 0 | 1  | 0 | 1  | 1  | 1   | 39     | −0.075 |
| Highveld Lions | 10  | 5 | 1 | 0 | 0 | 4  | 0 | 1  | 1  | 0   | 39     | +0.326 |
| Eagles         | 10  | 6 | 3 | 0 | 0 | 1  | 0 | 1  | 3  | 0   | 37     | +0.246 |
| Dolphins       | 10  | 4 | 4 | 1 | 0 | 1  | 0 | 2  | 4  | 1   | 31     | +0.310 |
| Warriors       | 10  | 3 | 7 | 0 | 0 | 0  | 0 | 1  | 4  | 0   | 20     | −0.261 |
| Cape Cobras    | 10  | 0 | 8 | 1 | 0 | 1  | 0 | 0  | 6  | 0   | 12     | −0.404 |

## Halbfinale
| 6. Januar Scorecard | Bloemfontein | Eagles 263-6 (45)          | – | Highveld Lions 229 (42.2) |
|                     |              | Eagles gewinnt mit 34 Runs |   |                           |

| 8. Januar Scorecard | Centurion | Dolphins 212-5 (45)           | – | Titans 218-0 (25.3) |
|                     |           | Titans gewinnt mit 10 Wickets |   |                     |

## Finale
| 13. Januar Scorecard | Centurion | Titans 142 (42.3)            | – | Eagles 143-8 (39.2) |
|                      |           | Eagles gewinnt mit 2 Wickets |   |                     |